# Прерійна метеоритна мережа
Прерійна метеоритна мережа (англ. Prairie Meteorite Network) — система з шістнадцяти спостережних станцій на Середньому Заході Сполучених Штатів, створена для спостереження за падіннями болідів, якою керувала Смітсонівська астрофізична обсерваторія з 1964 по 1975 рік. Мережа використовувала зайві авіаційні камери з ширококутними об'єктивами з фокусною відстанню 6,3–12 дюймів, які охоплювали формат 9 x 18 дюймів на аерорулонній плівці. За десять років роботи мережі було зафіксовано лише одне падіння метеорита, — метеорита Лост-Сіті в 1970 році.